# VANITY VANILLA
VANITY VANILLA（ヴァニティ・ヴァニラ）は、東京都新宿区にブティックを、東京都渋谷区の原宿に有限会社ストアーズとして本社を置き展開していたファッションブランド。1998年4月23日発足した。
| スタブアイコン | サブスタブ | この項目は、まだ閲覧者の調べものの参照としては役立たない、企業に関連した書きかけの項目です。この項目を加筆・訂正などしてくださる協力者を求めています（PJ:経済）。 |